# Мучник, Андрей Альбертович
Андрей Альбертович Мучник (24 февраля 1958 года — 18 марта 2007 года) — советский и российский математик, лауреат премии имени А. Н. Колмогорова (2006).

## Биография
Родился 24 февраля 1958 года.
Родители — математики, ученики П. С. Новикова. Отец — Альберт Абрамович Мучник, решивший проблему Поста — о существовании нетривиальной перечислимой степени сводимости по Тьюрингу, мать — Надежда Митрофановна Ермолаева.
Поступил в МГУ, где начал работать как математик на семинаре Е. М. Ландиса и Ю. С. Ильяшенко для младшекурсников мехмата МГУ. Первая работа, по дифференциальным уравнениям, выполнена на втором курсе под руководством Ю. С. Ильяшенко.
Начиная с третьего курса специализировался по кафедре математической логики, где его научным руководителем был А. Л. Семенов. Тема его дипломной работы (1981) — решение поставленной М. Рабином на Международном математическом конгрессе проблемы устранения трансфинитной индукции в доказательстве важнейшей теоремы Рабина о разрешимости монадической теории нескольких следований. В дальнейшем Ан. А. Мучник использовал свой подход для доказательства обобщения теоремы Рабина, объявленного Шелахом и Ступпом.
Ан. А. Мучнику принадлежат также фундаментальные результаты в области алгоритмической теории информации (колмогоровской сложности) и теории определимости. Многие результаты, полученные им самим, и в сотрудничестве с коллегами были опубликованы уже после его смерти. Обзор его работ содержится в некрологе.
Работал в Институте новых технологий и Научном совете АН СССР по комплексной проблеме «Кибернетика», был одним из фактических руководителей Колмогоровского семинара в МГУ.
Умер 18 марта 2007 года.

## Награды
Премия имени А. Н. Колмогорова (совместно с А. Л. Семёновым, 2006) — за серию работ «Об уточнении оценок А. Н. Колмогорова, относящихся к теории случайности».